# Teatr Panopticum
Teatr Panopticum – amatorski teatr działający od września 1984 roku przy Młodzieżowym Domu Kultury „Pod Akacją” w Lublinie.
Założycielem teatru, kierownikiem artystycznym i reżyserem większości przedstawień jest Mieczysław Wojtas. Teatr Panopticum jest laureatem ogólnopolskich i międzynarodowych nagród. Prezentował swoją twórczość na polskich i międzynarodowych festiwalach: w Niemczech, Finlandii i Turcji.
W Teatrze Panopticum swą karierę aktorską zaczynali: Jakub Kornacki, Wojciech Świeboda, Anita Sokołowska, Anna Zawiślak, Monika Obara, Ismena Maślankiewicz, Agata Klimczak, Jan Tuźnik, Aleksandra Radwan, Julia Sobiesiak, Anna Kozak. Także Łukasz Witt-Michałowski, reżyser teatralny i założyciel Sceny Prapremier InVitro był aktorem Teatru Panopticum.
Teatr Panopticum jest stałym uczestnikiem wydarzeń kulturalnych w Lublinie, jak Noc Kultury, Zwierciadła czy Lubelski Festiwal Literacki "Miasto Poezji".

## Przedstawienia
data oznacza datę premiery:

- Bóstwa (1985)
- Być to tylko być (1986)
- Czerń to odcień szarości (1986)
- Co gdzie (1987)
- Podróż (1987)
- Wiwisekcja (1988)
- Trawa jest czerwona (1989)
- Na pełnym morzu (1990)
- Ceremonie (1991)
- Plac Merkurego (1992)
- Katastrofa (1992)
- Wformowani (Dyktando) (1993)
- Czerń to odcień szarości (w nowej obsadzie) (1993)
- Pokój (1994)
- Karuzela 10 (1995)
- Ulica nie ta (1996)
- Co gdzie, wersja angielska (1996)
- Plac Merkurego, II wersja, zmieniona (1997)
- Realium abstrakcji (1998)
- Lilie (1998)
- Korowody (2000)
- Kurniakałdulia czyli ballada o nowych bogach (2001)
- Jeszcze Czas (2003)
- Czerń to odcień szarości (w nowej obsadzie) (2003)
- Katastrofa (2003)
- Strefa Zamknięta (2004)
- Lizystrate (2005)
- Poczekalnia (2007)
- Czerń to odcień szarości (w nowej obsadzie) (2007)
- Dlaczego niebo czarne (2008)
- Ósmy Dzień Stworzenia (2008)
- Czerń to odcień szarości (w nowej obsadzie) (2008)
- Światła Chanuki (2009)
- Ojcze Nasz (2009)
- Anatomia sukcesu (2009)
- Unia Lubelska oczami poetów postrzegana (2009)
- Mironia (2009)
- W takt miłości (2010)
- Manekiny (2010)
- Fortepian Szopena (2010)
- Gra snów (2011)
- Ugryź się w język (2011)
- Żywe szachy (2011)
- Dziewka i Dafnis (2011)
- Kot... (2012)
- Odlot (2012)
- Modlitwa Korczaka (2012)
- Jeszcze czas  (w nowej obsadzie) (2012)
- Betlejem Polskie (2012)
- Szekspira Potęga Miłości (2013)
- Matka Bolesna (2013)
- Dealer (2014)
- Happy William Birthday Shakespeare (2014)
- Nuda (2014)
- Satanella (2014)
- The Sweet and Bitter Fool (2015)
- Tam i z powrotem (2015)
- Obywatel S (2015)
- ESCape (2016)
- The Poet’s Pen Gives Images a Name (2017)
- Terapia (2017)
- Buziaki (2018)
- Upadek króla (2018)
- Zwycięstwo kobiet (2018)
- Czerń to odcień szarości (w nowej obsadzie) (2018)
- Gdzie jest Gwen (2019)
- Lukrecja wg Williama Szekspira (2019)
- Marsz Polonia (2019)
- Piotruś i wilk (2019)
- Ostatni kadr (2020)
- I co dalej? (2020)
- Romeo i Julia (2020)
- Miłość przede wszystkim (2020)
- Tryptyk Rzymski (2020)
- Miarka za miarkę (2021)
- Zachody miłości (2022)
- Horror licealny (2022)
- Być kobietą? (2022)
- O tym się nie mówi (2022)
- Violetta, wcześniej V V[3] (2022)
- Oda do Wolności (2022)
- Spiral of Revenge (Spirala zemsty) (2023)
- Sprawiedliwi (2023)